# 雑賀崎

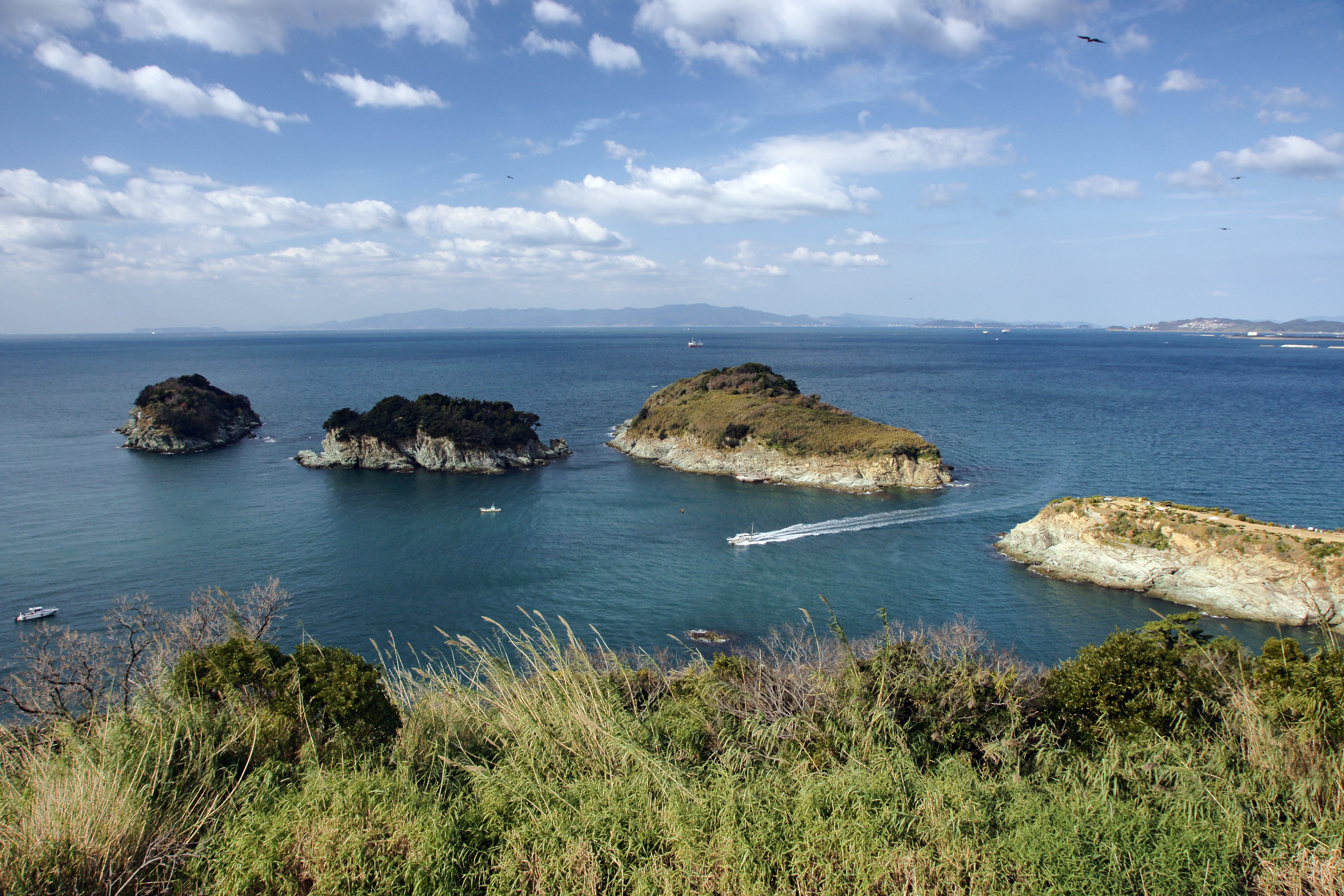
雑賀埼灯台（鷹の巣）からの眺望。
紀伊水道に浮かぶ双子島、中ノ島、大島と番所の鼻

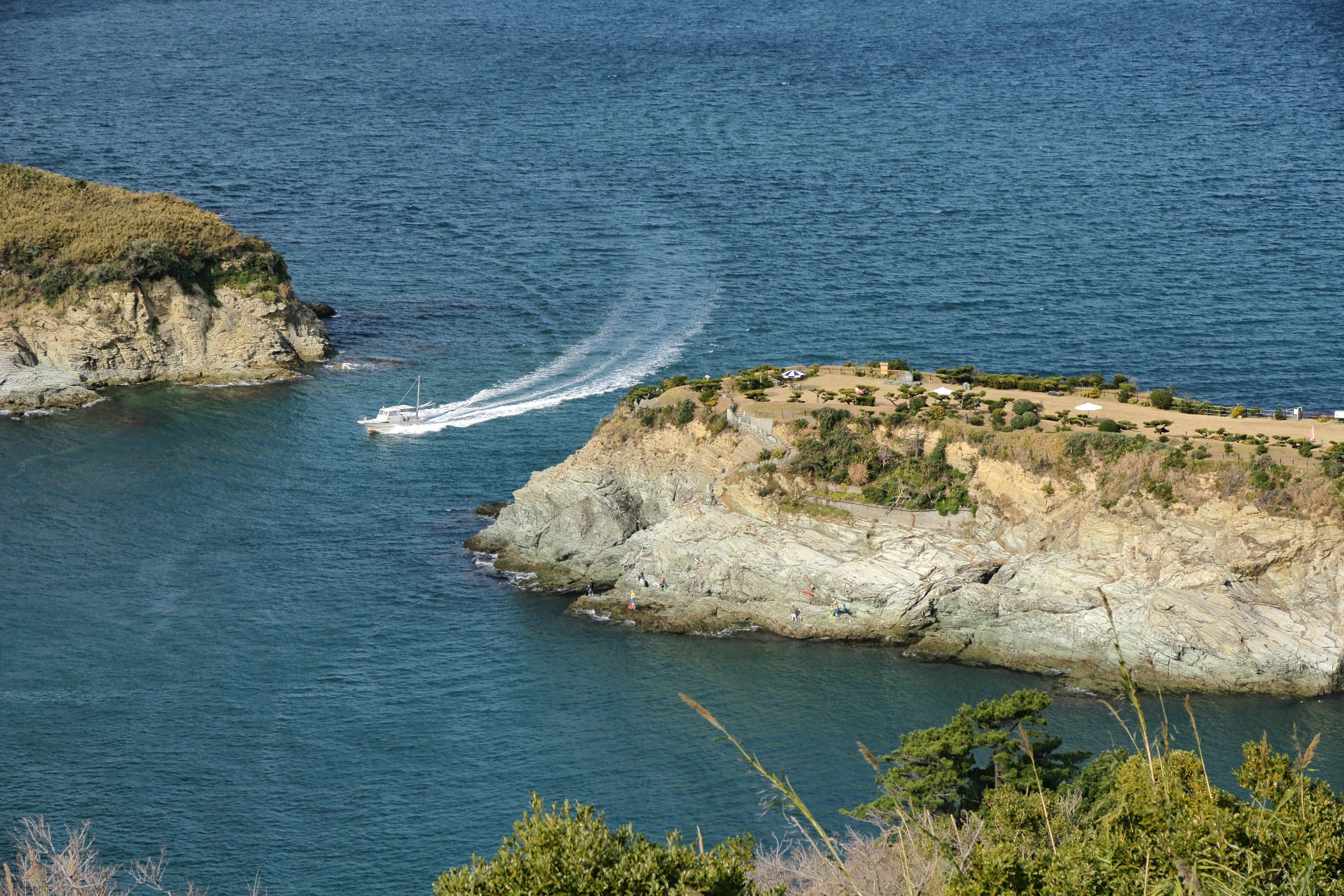
番所の鼻

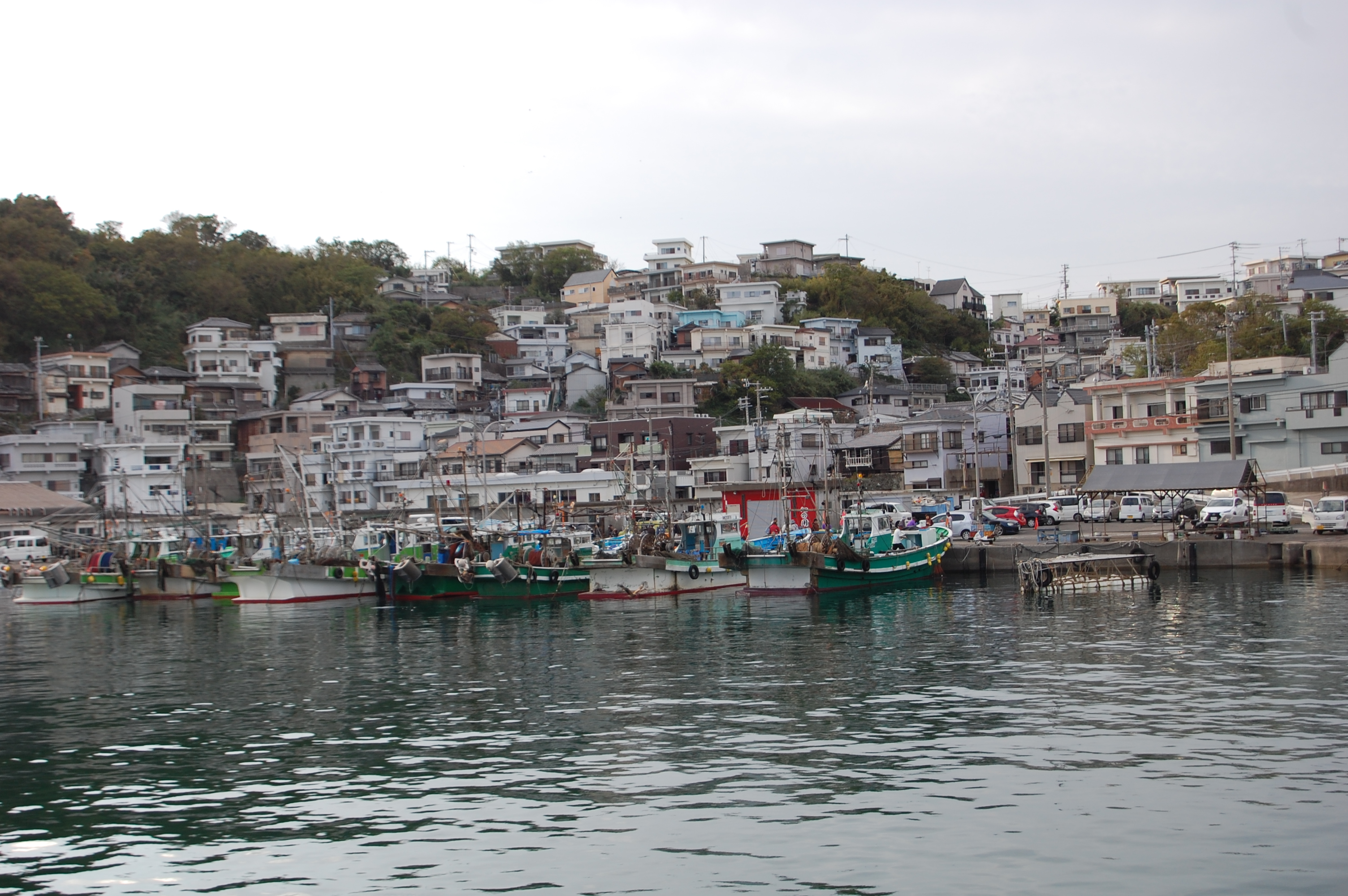
雑賀崎漁港の対岸からの風景

雑賀崎（さいかざき）は、和歌山県和歌山市にある岬。瀬戸内海国立公園の指定特別地域。雑賀崎漁港周囲の丘陵部に家々が建ち並ぶ風景から「日本のアマルフィ」とも呼ばれる。　　

## 概要
和歌山市南西部に位置する海岸和歌浦の一部で奥和歌浦（おくわかうら）とも呼ばれる。1933年（昭和8年）からは和歌山市の大字名となる。
万葉集に「雑賀の浦」として歌われた景勝地。室町時代になると網漁業のために漁師が多く居住するようになった。
戦国時代は雑賀孫市を頭領とする雑賀党の本拠と伝わる地で、雑賀崎城があったとされる。海上交通の要衝紀伊水道に面しており、県の天然記念物で「鷹の巣」と呼ばれる断崖に建つ雑賀埼灯台からは友ヶ島から淡路島、四国まで一望できる。江戸時代には紀伊水道の要所として、リアス式海岸を構成する岬の「番所の鼻」と「トンガの鼻」に紀州藩の台場が置かれていた。
「新日本観光地百選（1950年）」で海岸の部第1位にも選ばれた古代からの景勝地である和歌浦は、1960年代後半から始まった開発によってその景勝海岸の大半を失った。当岬は和歌浦に残された唯一の自然海岸景勝地である。
2023年、和歌山市は高台にあり長年放置されていた元旅館の解体に着手した。

## 名所・施設
- 雑賀埼灯台 - 鷹の巣に立つ灯台。紀伊水道と番所の鼻と大島、中ノ島、双子島を眼下に望む
- 番所庭園 - 番所の鼻にある庭園
- 雑賀崎台場 - 雑賀崎北端の岬、通称「トンガの鼻」先端部に紀州藩が江戸時代後期に造った砲台跡であり、2010年（平成22年）4月20日には和歌山県の記念物（史跡）に指定されている[5]。
- 衣美須神社

## 利用情報
- 所在地 - 〒641-0062 和歌山県和歌山市雑賀崎
- 交通アクセス
  - 南海和歌山市駅またはJR和歌山駅から和歌山バス雑賀崎方面行きで約40分。「雑賀崎」「雑賀崎遊園」「田の浦」「浪早崎」で下車
  - 阪和道和歌山インターチェンジから約40分（国道24号、和歌山県道15号経由）

## 周辺
- 和歌浦
  - 雑賀崎漁港、番所庭園、新和歌浦、紀州東照宮、和歌浦天満宮、玉津島神社、不老橋、片男波海岸
- 養翠園

## ギャラリー

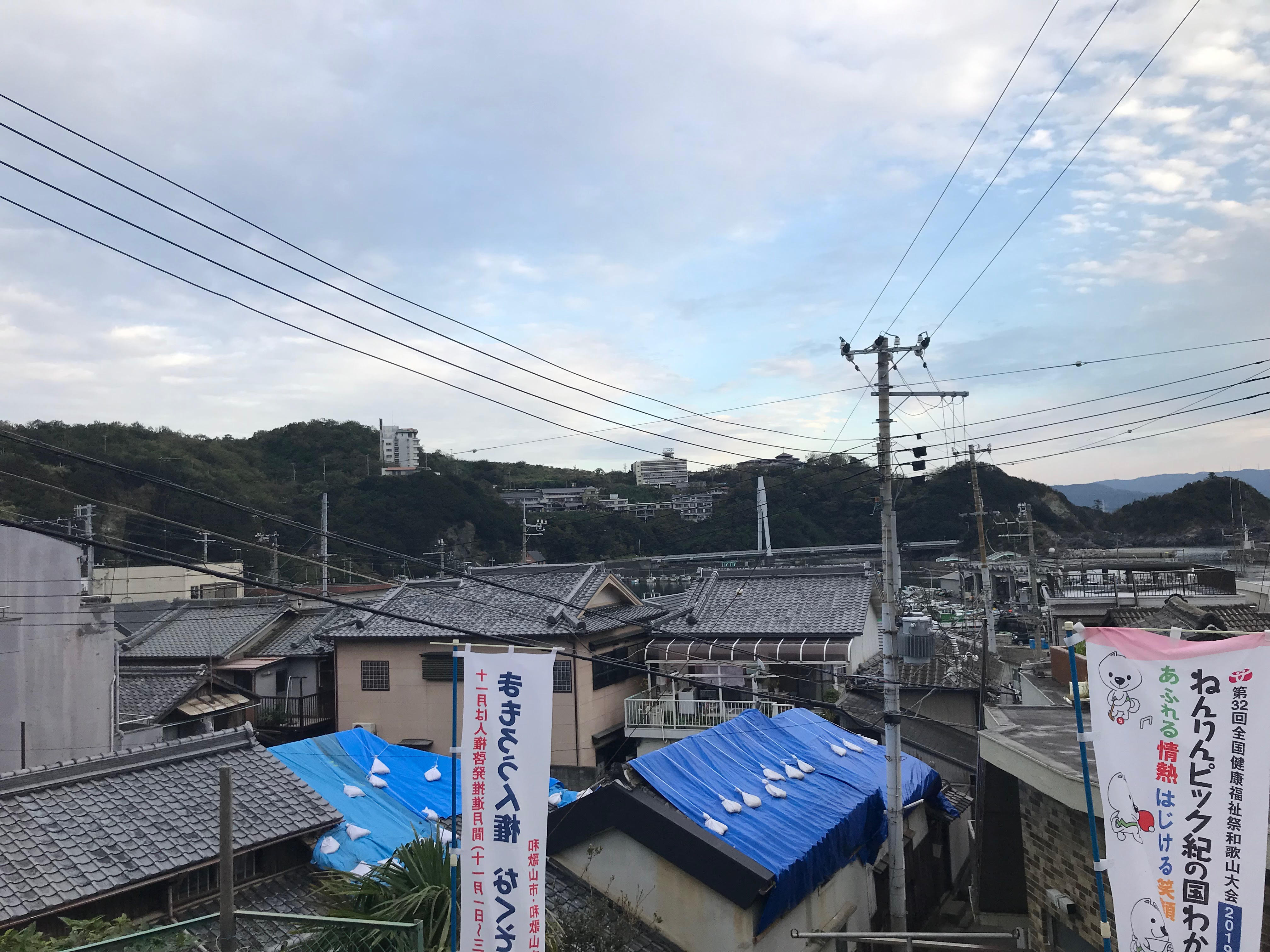
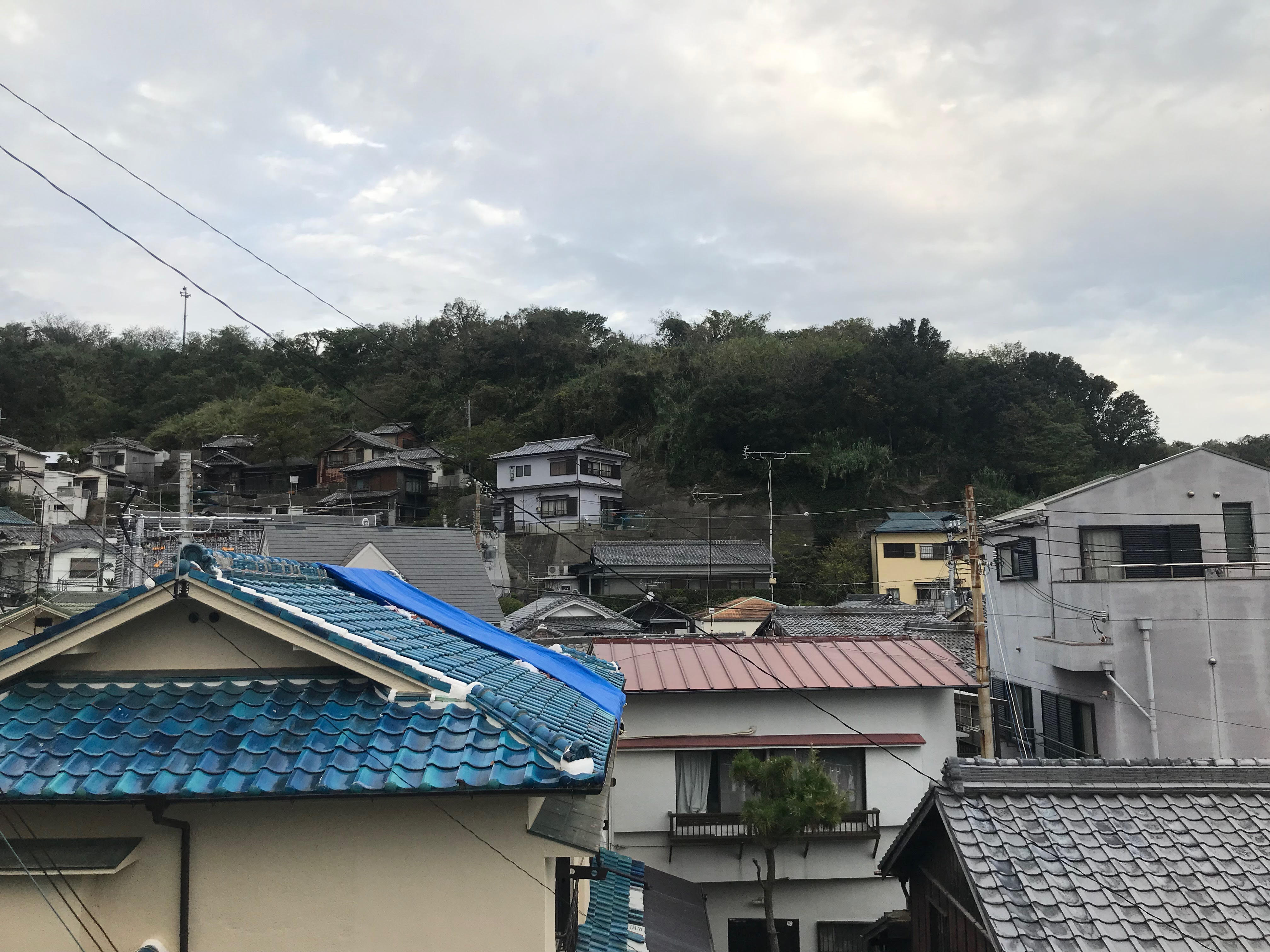
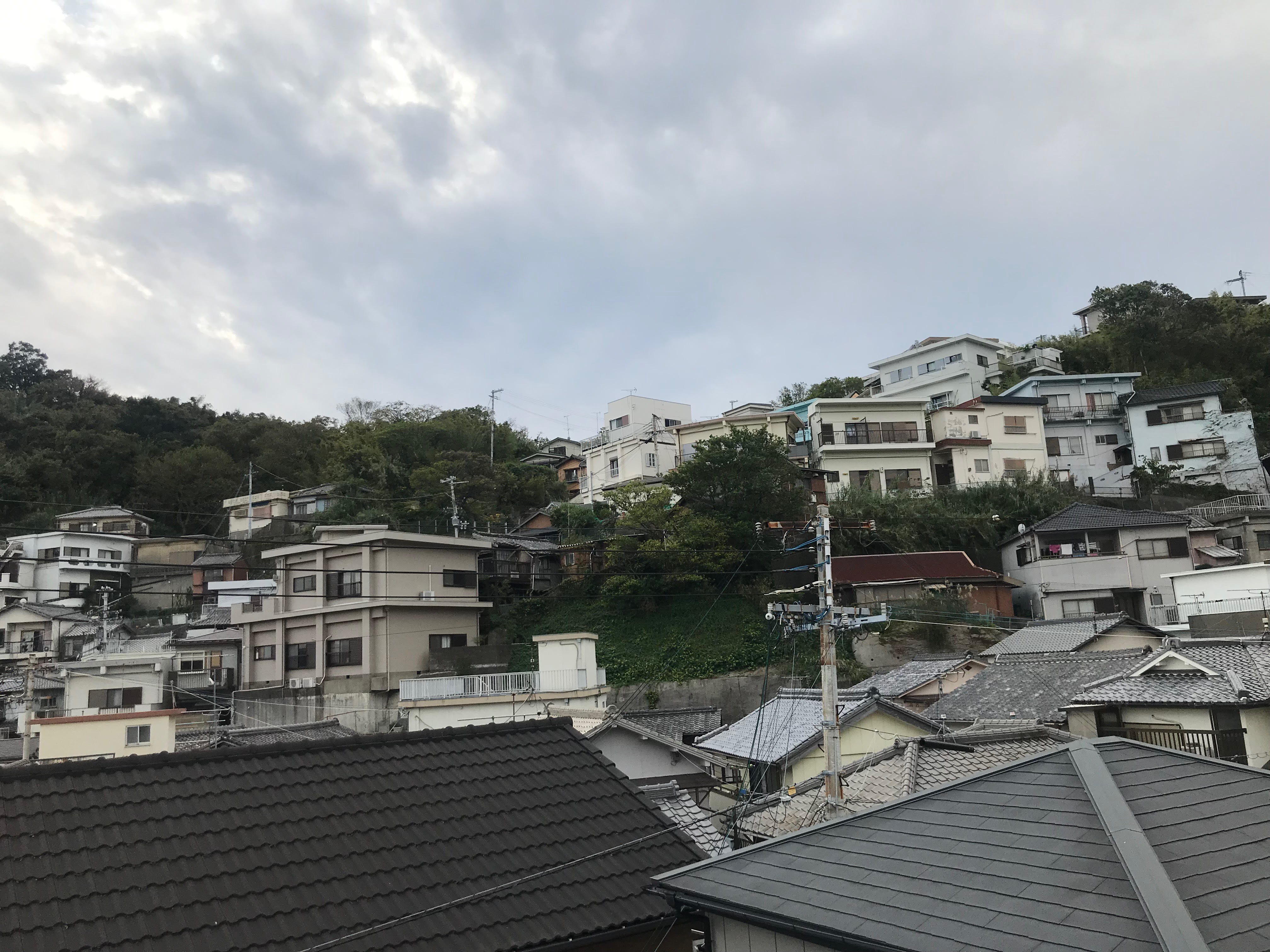

## 事件
- 2023年4月15日に雑賀崎漁港で内閣総理大臣の岸田文雄が応援演説中に男がパイプ爆弾を投擲する事件が発生。岸田にけがはなく死者も出なかったが2人が軽傷を負った。